# Xenogenes chrysoplaca
Xenogenes chrysoplaca är en fjärilsart som beskrevs av Edward Meyrick 1910. Xenogenes chrysoplaca ingår i släktet Xenogenes och familjen mätare. Inga underarter finns listade i Catalogue of Life.